# بروذر سو
بروذر سو (هانغل: 브라더수) هو منتج أسطوانات وكاتب أغاني كوري جنوبي، ولد في 22 ديسمبر 1990 في ألسان في كوريا الجنوبية.

## وصلات خارجية
- بروذر سو على موقع ميوزك برينز (الإنجليزية)
- بروذر سو على موقع ديسكوغز (الإنجليزية)